# Ar (유닉스)
아카이버(archiver), 간단히 ar은 여러 파일 그룹을 하나의 압축 파일로 관리하는 유닉스 유틸리티이다. 오늘날 ar은 일반적으로 링크 편집기나 링커가 사용하는 정적 라이브러리 파일들을 만들고 갱신하기 위해, 또 데비안 계열을 위해 .deb 패키지 생성을 위해 사용된다. 어떠한 목적으로든 아카이브를 생성하기 위해 사용할 수 있으나 대부분 정적 라이브러리 외의 목적으로 tar가 이를 대체하였다. ar 구현체는 GNU Binutils의 하나로 포함되어 있다.
LSB에서 ar은 구식 처리되었으며 차기 표준 릴리스에서 사라질 것으로 예측된다. LSB의 원칙은 소프트웨어 개발 유틸리티를 포함하지 않으며 .o와 .a 파일 포맷을 규정하지 않는 것이다.

## 사용 예시
class1.o, class2.o, class3.o 파일들로부터 아카이브를 하나 만들려면 다음의 명령을 사용할 수 있다:
```
ar rcs libclass.a class1.o class2.o class3.o
```

## 같이 보기
- .deb
- 압축 파일
- 유닉스 명령어 목록